# Loudetia lanata
Loudetia lanata är en gräsart som först beskrevs av Sydney Margaret Stent och James McFarlane Rattray, och fick sitt nu gällande namn av Charles Edward Hubbard. Loudetia lanata ingår i släktet Loudetia och familjen gräs. Inga underarter finns listade i Catalogue of Life.